# 光深度
光深度是透明度的測量，在定義上是輻射或光在傳輸路徑上被散射或吸收的比率。為了讓光深度更加形象化，可以想一想霧。在觀測者和物體之間的霧會立刻使得你前方的光深度為零。當物體遠離時，光深度將會增加，直到該物體遠至不能被看見為止。

## 公式
光深度表現的是光束在介質中傳播的路徑上被散射或吸收而被移除的量。如果{\displaystyle I_{0}}是輻射源的強度，{\displaystyle I}是通過路徑後，觀測者測到的強度，則光深度{\displaystyle \tau }被下列的方程式定義為：
{\displaystyle I/I_{0}=e^{-\tau }.\,}

### 從基礎原則的演算
在核子物理，原子雲的光深度可以從原子的量子力學特性來計算。它的形式是：
{\displaystyle \tau ={\frac {d^{2}\nu N}{2c\hbar \epsilon _{0}A\gamma }},}
此處{\displaystyle d}表示躍遷偶極矩，{\displaystyle \gamma }：轉換的自然線寬，{\displaystyle \nu }：頻率，{\displaystyle N}：原子的數量，和{\displaystyle A}：射束的截面

### 大氣科學
在大氣科學，經常提到的光深度路徑是垂直於地球表面並直至外太空；在其他的場合則是由觀測者的高度直至外太空。因為{\displaystyle \tau }是參考垂直的路徑，對歪斜路徑的光深度即為
{\displaystyle \tau '=m\tau }，此處的{\displaystyle m}稱為氣體質量因子，對一個相對於大氣層的平行平面是：{\displaystyle m=1/\cos \theta }，此處{\displaystyle \theta }是天頂距，對應於給予的路徑。因此：
{\displaystyle I/I_{0}=e^{-m\tau }.\,}
大氣的光深度可以分解成幾個部分：瑞利散射、懸浮微粒和氣體的吸收。大氣的光深度可以用日照計（sun photometer）測量（參考比爾－朗伯定律（Beer's law））。

### 恆星物理
另一個例子是天文學上對光球厚度的定義，是從表面至光深度表面2/3處。這意味著光球散發出的光子在到達觀測者之前平均被散射的次數少於一次，在光深度為2/3之處的溫度，恆星輻射出的能量（原始的推導是源自太陽）相當於觀測到的總輻射能量。
要注意的是對一個被測量的介質，不同顏色（波長）的光會有不同的光深度。
對行星環，當它阻擋在光源和觀測者之間時，它的光深度是環所阻擋掉的光的比率，通常是來自掩星觀測所獲得的資料。

## 外部連結
- 光深度方程式（页面存档备份，存于）